# Draft NBA 1991
Il Draft NBA 1991 si è svolto il 26 giugno 1991 al Madison Square Garden di New York. Questo Draft portò nella NBA solo una grande All-Star, Dikembe Mutombo, e due giocatori di buon livello come Larry Johnson e Terrell Brandon. Ben tre fra i primi 12 uscirono dalla UNLV.

## Giocatori scelti al 1º giro
|  | = All-Star |  | = Hall of Fame |

| Scelta | Giocatore             | Nazionalità | Squadra NBA                                         | Scuola/ex squadra      |
| ------ | --------------------- | ----------- | --------------------------------------------------- | ---------------------- |
| 1      | Larry Johnson (PF)    | Stati Uniti | Charlotte Hornets                                   | UNLV                   |
| 2      | Kenny Anderson (PG)   | Stati Uniti | New Jersey Nets                                     | Georgia Tech           |
| 3      | Billy Owens (SF)      | Stati Uniti | Sacramento Kings (ceduto a Golden State)            | Syracuse               |
| 4      | Dikembe Mutombo (C)   | Zaire       | Denver Nuggets                                      | Georgetown             |
| 5      | Steve Smith (SG)      | Stati Uniti | Miami Heat                                          | Michigan State         |
| 6      | Doug Smith (PF)       | Stati Uniti | Dallas Mavericks                                    | Missouri               |
| 7      | Luc Longley (C)       | Australia   | Minnesota Timberwolves                              | New Mexico             |
| 8      | Mark Macon (SG)       | Stati Uniti | Denver Nuggets (da Washington)                      | Temple                 |
| 9      | Stacey Augmon (SG/SF) | Stati Uniti | Atlanta Hawks (da L.A. Clippers)                    | UNLV                   |
| 10     | Brian Williams (PF/C) | Stati Uniti | Orlando Magic                                       | Arizona                |
| 11     | Terrell Brandon (PG)  | Stati Uniti | Cleveland Cavaliers                                 | Oregon                 |
| 12     | Greg Anthony (PG)     | Stati Uniti | New York Knicks                                     | UNLV                   |
| 13     | Dale Davis (PF)       | Stati Uniti | Indiana Pacers                                      | Clemson                |
| 14     | Rich King (C)         | Stati Uniti | Seattle SuperSonics                                 | Nebraska               |
| 15     | Anthony Avent (PF)    | Stati Uniti | Atlanta Hawks                                       | Seton Hall             |
| 16     | Chris Gatling (PF)    | Stati Uniti | Golden State Warriors (da Philadelphia)             | Old Dominion           |
| 17     | Victor Alexander (C)  | Stati Uniti | Golden State Warriors                               | Iowa State             |
| 18     | Kevin Brooks (SF)     | Stati Uniti | Milwaukee Bucks                                     | Southwestern Louisiana |
| 19     | LaBradford Smith (SG) | Stati Uniti | Washington Bullets (da Detroit via Dallas e Denver) | Louisville             |
| 20     | John Turner (PF)      | Stati Uniti | Houston Rockets                                     | Phillips               |
| 21     | Eric Murdock (PG)     | Stati Uniti | Utah Jazz                                           | Providence             |
| 22     | LeRon Ellis (PF)      | Stati Uniti | Los Angeles Clippers (da Phoenix via Seattle)       | Syracuse               |
| 23     | Stanley Roberts (C)   | Stati Uniti | Orlando Magic (da San Antonio)                      | Louisiana State        |
| 24     | Rick Fox (SF)         | Canada      | Boston Celtics                                      | North Carolina         |
| 25     | Shaun Vandiver        | Stati Uniti | Golden State Warriors (da L.A. Lakers)              | Colorado               |
| 26     | Mark Randall (PF)     | Stati Uniti | Chicago Bulls                                       | Kansas                 |
| 27     | Pete Chilcutt (PF)    | Stati Uniti | Sacramento Kings (da Portland)                      | North Carolina         |

## Giocatori scelti al 2º giro
| Scelta | Giocatore            | Nazionalità | Squadra NBA                                            | Scuola/ex squadra    |
| ------ | -------------------- | ----------- | ------------------------------------------------------ | -------------------- |
| 28     | Kevin Lynch (G/F)    | Stati Uniti | Charlotte Hornets (da Denver)                          | Minnesota            |
| 29     | George Ackles (C/PF) | Stati Uniti | Miami Heat                                             | UNLV                 |
| 30     | Rodney Monroe (G/F)  | Stati Uniti | Atlanta Hawks (da Sacramento)                          | North Carolina State |
| 31     | Randy Brown (PG)     | Stati Uniti | Sacramento Kings (da New Jersey)                       | New Mexico State     |
| 32     | Chad Gallagher (C)   | Stati Uniti | Phoenix Suns (da Charlotte)                            | Creighton            |
| 33     | Donald Hodge (C)     | Stati Uniti | Dallas Mavericks                                       | Temple               |
| 34     | Myron Brown (G)      | Stati Uniti | Minnesota Timberwolves                                 | Slippery Rock        |
| 35     | Mike Iuzzolino (G)   | Stati Uniti | Dallas Mavericks (da Washington via Sacramento)        | St. Francis (PA)     |
| 36     | Chris Corchiani (G)  | Stati Uniti | Orlando Magic                                          | North Carolina State |
| 37     | Elliot Perry (PG)    | Stati Uniti | Los Angeles Clippers                                   | Memphis State        |
| 38     | Joe Wylie (PF)       | Stati Uniti | Los Angeles Clippers (da Cleveland)                    | Miami (FL)           |
| 39     | Jimmy Oliver (G/F)   | Stati Uniti | Cleveland Cavaliers (da New York via Charlotte)        | Purdue               |
| 40     | Doug Overton (PG)    | Stati Uniti | Detroit Pistons (da Seattle)                           | La Salle             |
| 41     | Sean Green (F/G)     | Stati Uniti | Indiana Pacers                                         | Iona                 |
| 42     | Steve Hood (SF)      | Stati Uniti | Sacramento Kings (da Atlanta)                          | James Madison        |
| 43     | Lamont Strothers (G) | Stati Uniti | Golden State Warriors                                  | Christopher Newport  |
| 44     | Álvaro Teherán (C)   | Colombia    | Philadelphia 76ers                                     | Houston              |
| 45     | Bobby Phills (SG)    | Stati Uniti | Milwaukee Bucks                                        | Southern             |
| 46     | Richard Dumas (F)    | Stati Uniti | Phoenix Suns (da Detroit)                              | Oklahoma State       |
| 47     | Keith Hughes (PF)    | Stati Uniti | Houston Rockets                                        | Rutgers              |
| 48     | Isaac Austin (C)     | Stati Uniti | Utah Jazz                                              | Arizona State        |
| 49     | Greg Sutton (G)      | Stati Uniti | San Antonio Spurs                                      | Oral Roberts         |
| 50     | Joey Wright (SG)     | Stati Uniti | Phoenix Suns                                           | Texas                |
| 51     | Žan Tabak (C)        | Croazia     | Houston Rockets (da Boston via New Jersey e Cleveland) | KK Split (Croazia)   |
| 52     | Anthony Jones (SF)   | Stati Uniti | Los Angeles Lakers                                     | Oral Roberts         |
| 53     | Von McDade (SG)      | Stati Uniti | New Jersey Nets (da Chicago)                           | Wisconsin-Milwaukee  |
| 54     | Marcus Kennedy (PF)  | Stati Uniti | Portland Trail Blazers                                 | Eastern Michigan     |